# Tiberio Guarente
Tiberio Guarente (* 1. November 1985 in Pisa) ist ein italienischer ehemaliger Fußballspieler.

## Karriere

### Verein
Er lernte das Fußballspielen in der Jugend von Atalanta Bergamo. Im Jahr 2003 wurde er in die Profimannschaft von Atalanta Bergamo aufgenommen, bestritt aber bis zum Saisonende keine einzige Partie. Im Sommer 2004 wechselte zu Hellas Verona in die Serie B. Bei den Veronesern erspielte er sich einen Stammplatz im Mittelfeld. In Verona absolvierte Guarente insgesamt 54 Ligaspiele und erzielte sein erstes Tor als Profi. Im Jahr 2007 wechselte er zurück zu Atalanta Bergamo, wo er schon seine ganze Jugendzeit gespielt hatte. Bereits in der Saison 2007/08 erspielte er sich einem Stammplatz bei den Lombarden. In 27 Ligaspielen blieb er allerdings ohne eigenen Torerfolg. In der darauffolgenden Saison absolvierte er 33 Spiele in der Serie A für Atalanta und erzielte zwei Tore. Auch in der Saison 2009/10 gehörte Tiberio Guarente zu den Stammkräften bei Atalanta Bergamo.
Im Sommer 2010 unterzeichnete er nach dem Abstieg des Teams aus der höchsten italienischen Spielklasse einen auf fünf Jahre befristeten Vertrag beim spanischen Erstligisten FC Sevilla. Er spielte in den vier Jahren seines Vertrages selten für die Spanier, sondern wurde nach Bologna, Catania und Verona verliehen. Seine letzte Station war der FC Empoli, für den er wegen Problemen mit dem Knie, die dann auch zur Beendigung seiner Karriere führten, aber nur 7 Minuten spielte.

### Nationalmannschaft
Tiberio Guarente durchlief in seiner Karriere mehrere Jugend-Nationalmannschaften Italiens. So kam er im Jahr 2003 in einem Spiel für die U-18 Italiens zum Einsatz. Auch für die U-19 und U-20 (je drei Partien) kam er mehrmals zum Einsatz. Bei den Olympischen Spielen im Jahr 2008 gehörte er zum Aufgebot der italienischen Mannschaft. Er kam zu drei Einsätzen, die italienische Mannschaft scheiterte im Viertelfinale an Belgien.

## Erfolge/Titel
- 2008: Sieger des Turniers von Toulon
- 2008: Teilnahme an den Olympischen Spielen mit der italienischen Fußballnationalmannschaft